# RQ-20 (航空機)
RQ-20
- 用途：偵察機
- 設計者：エアロバイロメント（英語版）
- 製造者：エアロバイロメント
- 運用者： アメリカ合衆国（特殊作戦軍、陸軍、空軍、海兵隊）
- 運用開始：2008年
- 運用状況：現役
- 原型機：ピューマ・AE

RQ-20は、エアロバイロメントのピューマ・AEをアメリカ軍が採用した無人航空機。

## 採用
2011年アメリカ陸軍は、既に2008年にアメリカ特殊作戦軍に採用されていたピューマ・AEの採用を決定、2012年3月27日に約2,000万ドルの購入契約が締結され、型番としてRQ-20Aが与えられた。さらに4月には空軍および海兵隊にも採用されている。
2016年8月、アメリカ海軍は試験の後にRQ-20Bとして採用した。

## 実績
2012年8月の時点で、100機がアフガニスタンに投入され、129機が追加予定となっている。

## 要目
以下は、原型機であるピューマ・AEの要目である。
出典: Puma AE Data Sheet。
諸元
- 乗員: 0
- 全長: 1.4m （4.6フィート）
- 全高: 不明
- 翼幅: 2.8m（9.2インチ）
- 空虚重量: 5.9kg （13ポンド）

性能
- 失速速度: 37km （20ノット）
- 航続距離: 15km
- 実用上昇限度: 152m （500フィート）
- *滞空時間：2時間
- 回転式モジュール（赤外線カメラ・EO（電気光学）カメラ、赤外線式イルミネーター）1基